# Ronny André Hafsås
Ronny André Hafsås (Eid, 14 novembre 1985) è un ex biatleta e fondista norvegese.

## Biografia

### Carriera nel biathlon
Originario di Nordfjordeid, in Coppa del Mondo ha esordito il 29 febbraio 2008 nell'inseguimento di Pyeongchang, chiudendo al 21º posto.

### Carriera nello sci di fondo
In Coppa del Mondo ha esordito il 3 febbraio 2007 nella 15 km a tecnica libera di Davos, chiudendo al 36º posto, e ha conquistato la prima vittoria, nonché primo podio, il 21 novembre 2009 nella 15 km a tecnica libera di Beitostølen. Ai XXI Giochi olimpici invernali di Vancouver 2010 ha gareggiato nella 15 km a tecnica libera, chiudendo al 42º posto.

## Palmarès

### Biathlon

#### Europei
- 1 medaglia:
  - 1 bronzo (sprint a Otepää 2010)

#### Mondiali giovanili
- 1 medaglia:
  - 1 oro (staffetta ad Alta Moriana 2004)

#### Coppa del Mondo
- Miglior piazzamento in classifica generale: 40º nel 2009

### Sci di fondo

#### Mondiali juniores
- 1 medaglia:
  - 1 argento (staffetta a Rovaniemi 2005)

#### Coppa del Mondo
- Miglior piazzamento in classifica generale: 66º nel 2010
- 2 podi (1 individuale, 1 a squadre):
  - 2 vittorie (46 individuali, 23 a squadre)

##### Coppa del Mondo - vittorie
| Data             | Luogo       | Paese    | Disciplina                                                             |
| ---------------- | ----------- | -------- | ---------------------------------------------------------------------- |
| 21 novembre 2009 | Beitostølen | Norvegia | 15 km TL                                                               |
| 22 novembre 2009 | Beitostølen | Norvegia | 4 × 10 km (con Eldar Rønning, Martin Johnsrud Sundby e Petter Northug) |

Legenda:

TC = tecnica classica

TL = tecnica libera

#### Campionati norvegesi
- 1 medaglia:
  - 1 argento (10 km a tecnica libera nel 2008)